# AN/SPS-67
AN/SPS-67 — американский двухкоординатный корабельный обзорный и навигационный радар. Обеспечивает обнаружение и сопровождение надводных и низколетящих целей. Была разработана компанией «Норден Системз» (сначала в составе корпорации «Юнайтед текнолоджиз», затем в 1994 г. вошедшей на правах филиала в состав «Вестингауз», а затем в 1996 г. перепроданной «Нортроп Грумман»). Начала поступать на вооружение ВМС США в 1984 году.

## История
AN/SPS-67 является полупроводниковым аналогом радара AN/SPS-10. Применение полупроводниковой элементной базы и модульной конструкции позволило увеличить надёжность и ремонтопригодность аппаратуры, упростить техническое обслуживание.
AN/SPS-67 обеспечивает стабильную работу в условиях дождя и сильного волнения, незаменим при навигации в бухтах, так как легко обнаруживает буи и другие мелкие препятствия.

## Модификации

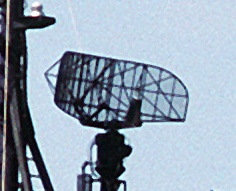
Антенна радара SPS-10, использовавшаяся в первой версии SPS-67

- AN/SPS-67    - Полупроводниковый аналог AN/SPS-10, использовавший ту же антенну.
- AN/SPS67(V)2 - Улучшенная линейная антенна, повышенная точность определения азимута.
- AN/SPS67(V)3 - Разработана для эсминцев типа «Арли Бёрк», добавлена цифровая система автоматического обнаружения целей (ATD), режим сопровождения в процессе обзора (TWS), цифровая индикация движущихся целей (DMTI).

### Видео
- Radar Lab: AN/SPS-67(V)1, Surface Search and Navigation Radar на сайте Naval Postgraduate School.

## Фото

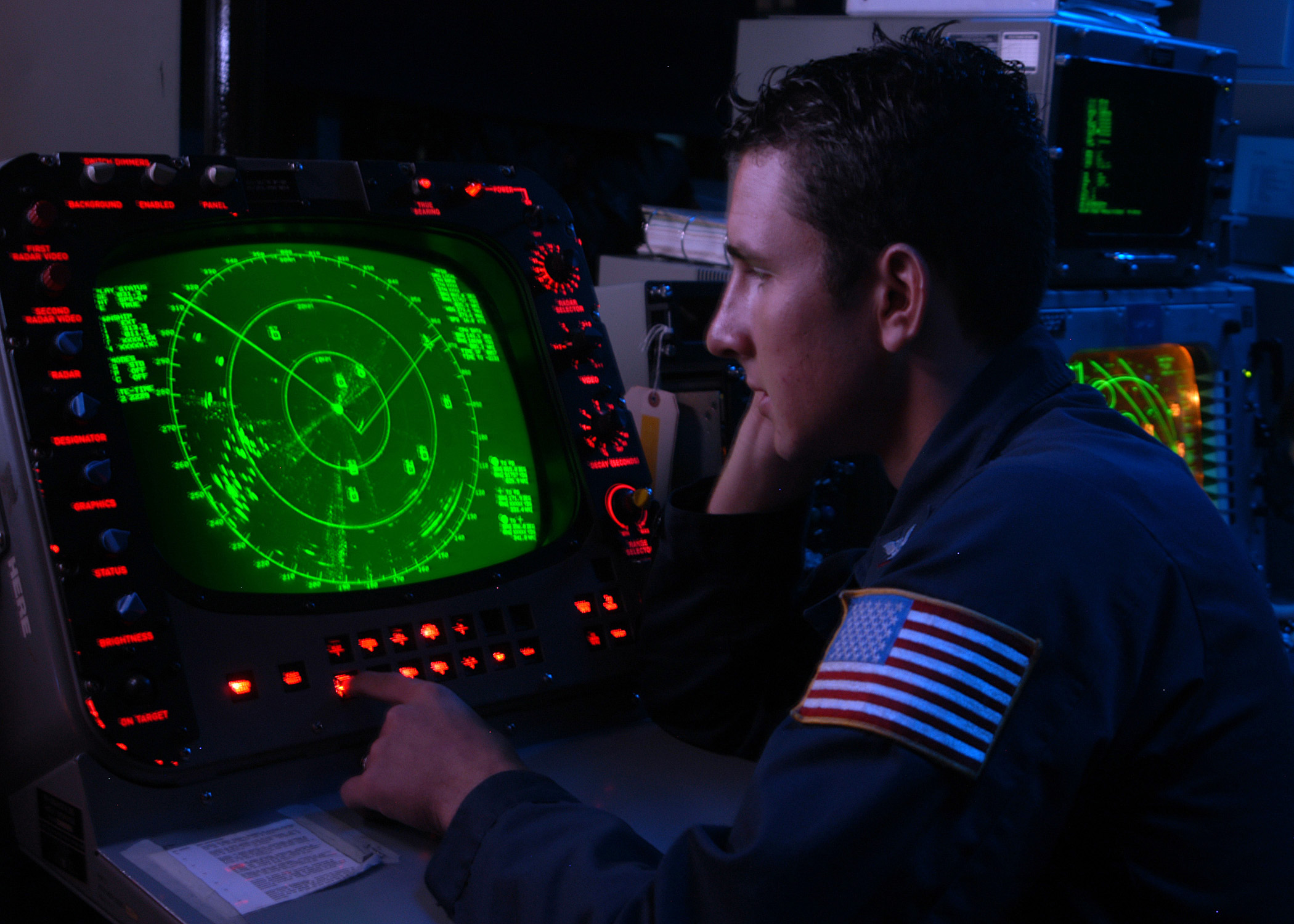
оператор за индикатором кругового обзора